# Zlín Film Festival
Zlín Film Festival (též Mezinárodní festival filmů pro děti a mládež) je mezinárodní filmový festival určený pro děti a mládež, který se pořádá na přelomu května a června ve Zlíně.

## O festivalu
První ročník se uskutečnil již v roce 1961 jako národní přehlídka československé kinematografie pro děti. V průběhu následujících desetiletí se ze zlínského festivalu stala významná mezinárodní filmová událost. Přestože v podtitulu názvu se hovoří o dětech a mládeži, festival nabízí filmový i doprovodný program všem věkovým kategoriím. V posledních letech se festivalové filmové projekce uskutečňují nejen v samotném Zlíně, ale i v řadě dalších měst České republiky. Návštěvnost zlínského festivalu má dlouhodobě vzrůstající tendenci. Od roku 2010 přesahuje návštěvnost 95 000 dětí i dospělých. Jako událost evropského významu je festival trvale podporován Ministerstvem kultury ČR, Státním fondem ČR pro podporu a rozvoj české kinematografie, fondem EU Media. Hlavním pořadatelem je společnost FILMFEST, s. r. o., významnými spolupořadateli jsou např. Statutární město Zlín, Univerzita Tomáše Bati ve Zlíně a Zlínský kraj. Zlínský festival je také finančně podporován soukromými společnostmi.

## Historie
Založení pravidelných filmových přehlídek ve Zlíně bylo vyústěním snah zdejších filmařů o prezentaci vlastní tvorby i v domácích podmínkách. První ročník festivalu se konal v roce 1961, tedy 20 let od uskutečnění posledního ročníku zlínského filmového festivalu Filmové žně.
Ve Velkém kině se promítalo až do roku 2016, pravidelně se v něm rovněž konal také zahajovací ceremoniál festivalu. Filmové projekce se následně přesunuly zejména do multikina Golden Apple Cinema na zlínském náměstí Míru a do budovy Malé scény Zlín na Štefánikově ulici.

## Filmový program
Hlavní soutěžní sekce jsou zaměřeny na hrané filmy pro děti a mládež, animované filmy pro děti a evropské debuty. Hlavní cenu představuje Zlatý střevíček. Součástí je také mezinárodní soutěž o nejlepší studentský film s názvem Zlínský pes. Vedle mezinárodních soutěží tvoří náplň festivalu také několik nesoutěžních, tzv. informativních sekcí. Mezi nejrozsáhlejší patří Dny evropské kinematografie, každoročně věnované některé národní kinematografii. Dalšími dramaturgickými celky jsou Dokumenty, přehled současné světové tvorby Panorama, Novinky české filmové a televizní tvorby, Noční horizonty, Uznání za tvůrčí přínos ve filmové tvorbě pro děti a mládež aj. Film industry program zahrnuje besedy s filmovými profesionály, přednášky a prezentace nových projektů ze současné české filmové a televizní tvorby.

### Festivalové sekce
Program festivalu tvoří následující sekce:
- Mezinárodní soutěž hraných filmů pro děti
- Mezinárodní soutěž hraných filmů pro mládež
- Mezinárodní soutěž krátkých animovaných filmů pro děti
- Mezinárodní soutěž celovečerních hraných evropských debutů
- Mezinárodní soutěž studentských filmů Zlínský pes
- Soutěž evropských dokumentárních filmů pro děti a mládež

### Informativní sekce
- Festival Gala
- Nový český film a TV
- Panorama

## Ceny

### Ceny udělované statutárními porotami
Mezinárodní odborná porota pro hraný film:
- Zlatý střevíček – za nejlepší hraný film pro děti
- Zlatý střevíček – za nejlepší hraný film pro mládež
- Cena poroty – za nejlepší dětský herecký výkon v kategorii celovečerního  filmu pro děti
- Cena poroty – za nejlepší mládežnický herecký výkon v kategorii celovečerního filmu pro mládež

Společná mezinárodní porota dětí a dospělých pro animovaný film:
- Zlatý střevíček – za nejlepší animovaný film
- Cena Hermíny Týrlové – cena pro mladého tvůrce do 35 let

Mezinárodní dětská porota pro hraný film pro děti:
- Hlavní cena dětské poroty – za nejlepší hraný film pro děti

Mezinárodní mládežnická porota pro hraný film pro mládež:
- Hlavní cena mládežnické poroty – za nejlepší hraný film pro mládež

Mezinárodní odborná porota pro soutěž Evropských debutů:
- Cena Evropa – za nejlepší evropský debut
- Cena Karla Zemana – zvláštní cena poroty za vizuální ztvárnění filmu

Mezinárodní odborná porota pro mezinárodní soutěž studentských filmů Zlínský pes:
- Cena za nejlepší film z každé kategorie – animace, hraný film, dokument, filmy nové formy
- Cena za nejlepší film Zlínského psa, jehož režisér bude odměněn cenou 1000 EUR.

### Ceny udělované nestatutárními porotami
Mezinárodní porota ECFA:
- Cena ECFA za nejlepší evropský dokumentární film pro děti a mládež

Mezinárodní ekumenická porota:
- Cena ekumenické poroty

Divácké ceny:
- Zlaté jablko – Cena města Zlína divácky nejúspěšnějšímu celovečernímu filmu
- Cena diváků ČT :D – nejúspěšnějšímu krátkému animovanému filmu

Ceny udělované společností Filmfest:
- Cena prezidenta festivalu

## Poroty
Statutární poroty:
- Mezinárodní odborná porota pro hraný film v obou kategoriích
- Společná mezinárodní porota dětí a dospělých pro animovaný film
- Mezinárodní dětská porota pro hraný film pro děti
- Mezinárodní mládežnická porota pro hraný film pro mládež
- Mezinárodní odborná porota pro soutěž Evropských debutů
- Mezinárodní odborná porota pro soutěž studentských filmů Zlínský pes

Nestatutární poroty:
- Mezinárodní porota ECFA
- Mezinárodní ekumenická porota

## Doprovodný program

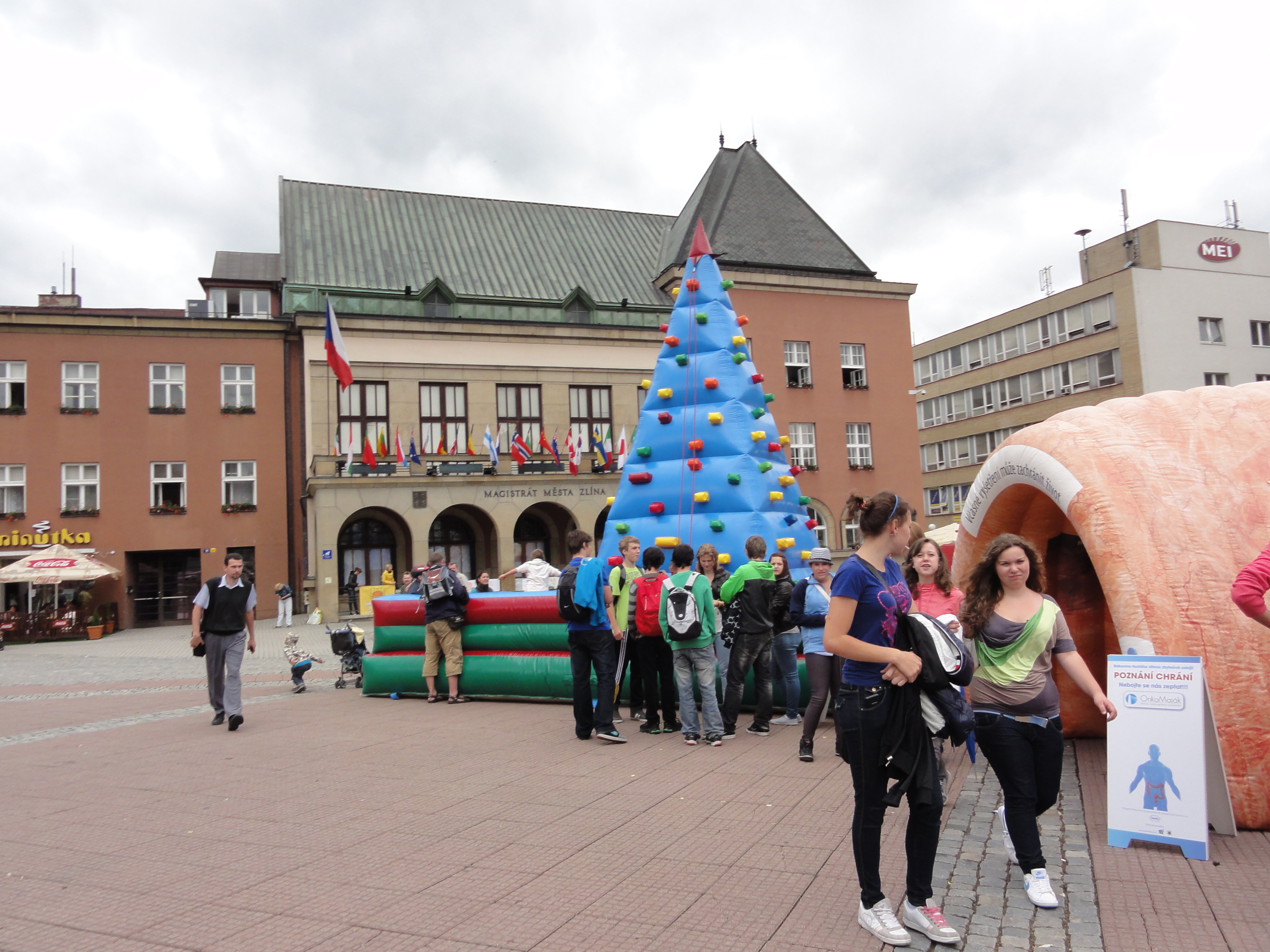
Doprovodný program na náměstí

V rámci doprovodného programu patří mezi nejpozoruhodnější projekty tzv. Kinematovlak a Minisalon. Doprovodný program festivalu tvoří též interaktivní akce pro děti, výstavy, koncerty, kreativní workshopy apod. Dalšími akcemi festivalu jsou Festivalové listy vydávané ve spolupráci s MF DNES nebo Galavečer, na kterém probíhá vyhlášení všech oceněných filmů a tvůrců, a který je vysílán Českou televizí.

### Aukce filmových klapek

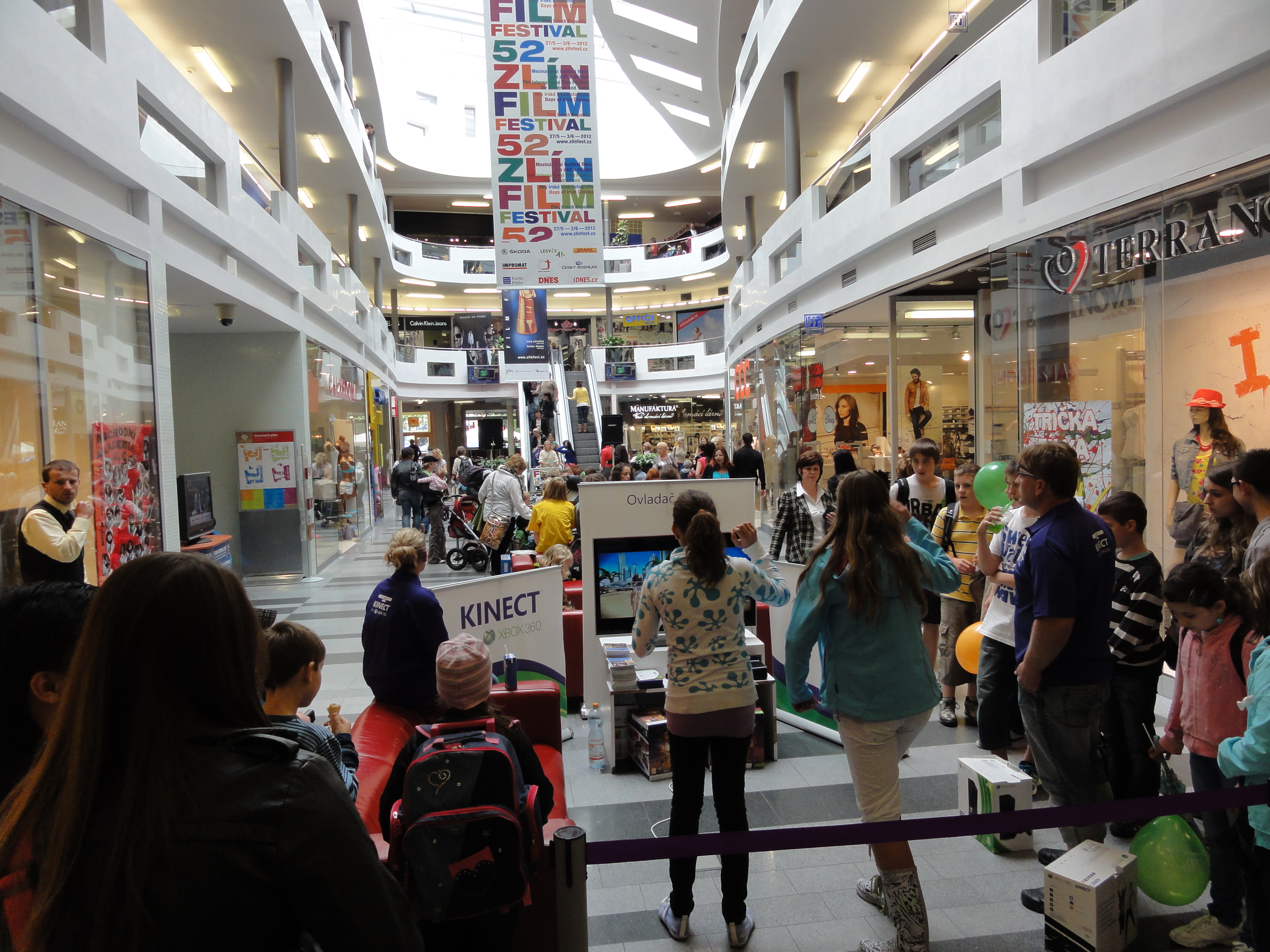
Doprovodný program ve zlínském obchodním a zábavním centru Zlaté jablko

Minisalon je aukce filmových klapek, která je významným bodem doprovodného programu. Koná se od roku 1998. Každý rok je osloveno několik desítek význačných umělců z Česka i zahraničí, kteří obdrží filmovou klapku, již mají přetvořit na umělecké dílo (od maleb po plastiky). Takto umělecky ztvárněné klapky se pak draží ve veřejné aukci a výtěžek je určen na studentskou filmovou tvorbu.

### Kinematovlak
Kinematovlak (neboli kino na kolejích) je společný projekt organizátorů festivalu a Českých drah. Jedná se o železniční vůz upravený do podoby kinosálu jezdící po České republice. Vlak nabízí promítání pohádek a dětských filmů. Filmový festival tak může představit filmy i dětem, které nemohou přijet do Zlína. Kinematovlak začíná zhruba dva týdny před festivalem, kdy při své cestě navštíví několik měst České republiky a jeho trasa je naplánována tak, aby končila právě ve Zlíně.

### Duhová kulička
Duhová kulička je otevřená konference, zaměřená na marketing a propagaci ve filmovém a televizním průmyslu, spojená se soutěží o nejlepší marketingovou kampaň v oblasti českého a slovenského filmu. Duhová kulička je cílena vedle filmových a reklamních odborníků také na studenty středních a vysokých škol a širokou veřejnost. Svým obsahem nabízí jiný pohled na svět audiovizuální tvorby a možnost dalšího vzdělávání.
Vítězové Duhové kuličky:
- Kandidát (2013),
- Prvý slovenský horor (2014).